# Oslobođenje Cetingrada
Oslobođenje Cetingrada, jednomjesečna vojna operacija habsburške vojske protiv turskih postrojbi u utvrdi Cetingrad i njenoj široj okolici, kojom je utvrda vraćena u sastav Kraljevine Hrvatske. Operacija je počela 22. lipnja 1790. godine, a habsburške trupe, u sklopu kojih je bio znatan udjel hrvatskih postrojbi, zauzele su povijesno i strateški važnu utvrdu 20. srpnja iste godine. Turci su taj utvrđeni burg izbornog sabora Kraljevine Hrvatske održanog na prijelazu 1526./1527. godine napadali u više navrata tijekom 16. stoljeća. Nekoliko puta je prelazio iz jednih u druge ruke, te bio rušen, paljen i popravljan. Iz turskih ruku otimali su ga u par navrata njegovi vlasnici Frankopani. Neko vrijeme je bio i napušten, jer je bio jako oštećen i praktički neupotrebljiv. Pod turskom upravom duže vrijeme se nalazio od 1584. godine, zatim bio ponovno nekoliko puta mjesto oružanog sukoba, pa opet pod osmanskom kontrolom od 1670. godine. Konačno je 1790. godine oslobođen i ponovno pripojen Hrvatskoj.

## Povijesna pozadina
Cetingrad, mjesto izbornog sabora Kraljevine Hrvatske, na kojem je austrijski nadvojvoda Ferdinanda I. Habsburški izabran za hrvatskoga kralja, bio je na udaru osmanske ekspanzije ubrzo nakon tog za Hrvatsku povijesnog događaja. Turci su ga prvi put nakratko osvojili 1536. godine, ali je ubrzo vraćen pod kontrolu starih vlasnika Frankopana. Poslije je više puta bio zauziman i vraćen, opsjedan i paljen, rušen i obnavljan. Kao mjesto zasjedanja sabora hrvatskog plemstva, imao je i psihološki i strateški značaj. Njegovim osvajanjem Turci su prodirali sve dublje na zapad i sve više prijetili da ostatke ostataka (lat. "reliquiae reliquiarum") nekadašnjeg neovisnog Hrvatskog Kraljevstva presijeku na pola, to jest da južni dio države odvoje od sjevernog. 
Padom slobodnog kraljevskog grada Bihaća 1592. godine, kao posljednjeg hrvatskog uporišta opkoljenog okupiranim teritorijem, osmanski su osvajači zaokružili silom oteto hrvatsko ozemlje. Srećom po Hrvatsku, porazom u bitki kod Siska, ti su osvajači zaustavljeni, a ratna sreća je polako prelazila na drugu stranu. U Velikom turskom ratu oslobođeni su nakon 1683. godine znatni dijelovi Hrvatske, ali vrlo malo njenog teritorija na području Korduna i takozvane Turske Hrvatske. Krajem 17. i tijekom 18. stoljeća bilo je mnogo pokušaja habsburške vojske da oslobodi taj teritorij, ali malo uspjeha. Prigoda za to ponovno se ukazala kada je izbio Habsburško-turski rat 1788. – 1791.

## Početak vojne operacije
Na proljeće 1790. godine jedna velika postrojba habsburške vojske pod imenom Hrvatski armijski korpus (Kroatisches Armeekorps), kojim je zapovijedao general topništva (Feldzeugmeister) Joseph Nikolaus barun de Vins stigao je iz Austrije u Karlovac, kako bi pomogao hrvatskim banskim i krajiškim (ogulinska, slunjska, otočka i lička) pukovnijama u obuzdavanju osmanskih upada s teritorija Bosne u Hrvatsku. Prema habsburškim vojnim izvorima okupilo se u Karlovcu u sklopu korpusa 24.380 ljudi i 1.280 konja.
Među zapovjednicima pojednih postrojbi u korpusu bili su Austrijanci i Mađari general-podmaršal Christoph Andreas von Wallisch, dopukovnik Johann I. Josef knez von Liechtenstein te dopukovnik Ignaz grof Gyulay, a od Hrvata general-bojnik Daniel barun Peharnik Hotković, pukovnik Adam barun Bajalić, pukovnik Antun grof Pejačević, dopukovnik Franjo Jelačić, bojnik Josip Filip barun Vukasović i bojnik Vinko barun Knežević (koji je bio na čelu konjanika-husara). General Hotković zapovijedao je, primjerice, Ogulincima i Varaždincima, pukovnik Bajalić Slunjanima, a dopukovnik Jelačić 2. banskom pukovnijom. Na čelu Otočana i Ličana nalazio se pukovnik Weiller.
Glavni cilj generala de Vinsa bio je oslobođenje Cetingrada te okolnih turskih uporišta na širem području Korduna. Postrojbe kojima su zapovijedali članovi njegova stožera krenule su tijekom mjeseca svibnja u nekoliko kolona iz Karlovca u pravcu Vojnića i drugih mjesta na Kordunu (Drežnika, Klokoča i dr.), zatim prema dijelovima Like i Banovine, te dalje na istok, prema osmanskim uporištima u Turskoj Hrvatskoj (npr. Bužimu, Ostrošcu itd.). Postupno su zauzimale područje zapadno, sjeverno i južno od Cetingrada. Naposljetku je 21. lipnja 1790. godine general de Vins izdao zapovijed da se opkoli cetingradska utvrda, što je i učinjeno već sljedećeg dana. U njezinoj opsadi izravno je sudjelovalo oko 4.000 ljudi.

## Opsada
Razmjestivši se oko utvrde, habsburške trupe, kojima je neposredno zapovijedao general von Wallisch, počele su se 22. lipnja ukopavati i postavljati topove na uzvisinama oko cilja napada. Ujutro sljedećeg dana otvorena je topovska vatra na utvrdu, na što su opkoljeni Turci uzvratili istom mjerom. Opsjedatelji su idućih nekoliko dana postupno ukopavali nove topničke baterije i pojačavali granatiranje, upotrebljavajući i zapaljive topovske kugle.
Dana 26. lipnja planuo je u Cetingradu požar koji se sve više širio, a pogođeno je i skladište streljiva unutar utvrde, što je uzrokovalo eksploziju. Razmjena topovske vatre nastavljena je i sljedećih dana. Istodobno se vojna operacija na širem području odvijala uglavnom prema planu, premda su turske snage dobile pojačanja i dolazilo je do brojnih okršaja. Dopukovnik Franjo Jelačić poduzeo je tako 11. srpnja sa svojom postrojbom pohod prema istoku i dospio sve do Prijedora, kojeg je napao, ali nije osvojio, nego se povukao. Nešto južnije, dvije satnije ličke pukovnije pod zapovjedništvom satnika Draškovića prodrle su 13. srpnja duboko u neprijateljski teritorij, sve do Petrovca. Istodobno, oko samog Cetingrada vojne aktivnosti su se pojačavale, pa su opsjedatelji poslali minere pod zidine, koji su trebali postaviti lagume (potkope), da ih dignu u zrak, kako bi se otvorio prolaz u zidu.  
Dana 12. srpnja pala je jaka kiša, koja je malo usporila i smanjila borbene aktivnosti, ali već sljedećih dana one su opet pojačane. Od posljedica granatiranja 17. srpnja je na pola srušen toranj u središtu utvrde, a bedemi su svakim danom sve jače oštećeni, pri čemu su u njima nastajale rupe. Naposljetku je popodne 20. srpnja jedna manja skupina dragovoljaca kroz otvor u zidinama prodrla u unutrašnjost Cetingrada i podmetnula požar, koji se za pola sata jako proširio. U to je vrijeme jedna postrojba na juriš provalila u utvrdu kroz glavna vrata. Desetkovane turske snage, iscrpljene dugom opsadom, bez dovoljno hrane i vode, prisiljene su napustiti svoje položaje i većina preživjelih je našla spas u bijegu, premda izložena puščanoj paljbi.
Oko osamnaest sati 20. srpnja 1790. godine Cetingrad je bio oslobođen. Nešto ranije je natporučnik Biringer zarobio dizdar-agu (zapovjednika utvrde) Ali-bega Beširevića, a u zarobljeništvo su ukupno pala 144 neprijateljska vojnika i časnika.

## Posljedice opsade
Budući da je požar zahvatio cijelu građevinu, bilo je potrebno nekoliko dana da se ga u potpunosti ugasi i utvrdu djelomično očisti. Tek između 25. i 28. srpnja habsburški su vojnici uspjeli uspostaviti kakav-takav red u utvrdi i popisati zarobljeno osmansko oružje i ratnu opremu (topove, puške, barut, streljivo i dr.). 
Prema habsburškim izvorima među osloboditeljima je ukupno bilo 58 mrtvih, od kojih 1 general, te 252 ranjena, među kojima 1 general i još 11 časnika. Prema osmanskim izvorima s njihove strane bilo je 144 zarobljena, kao i 60 poginulih tijekom požara, dok je ukupan broj poginulih bio oko 1.200. 

## Cetingrad nakon oslobođenja
Nakon oslobođenja Cetingrada borbene aktivnosti Hrvatskog armijskog korpusa su na širem području Korduna, Like, Banovine i Turske Hrvatske trajale još do sredine listopada 1790. godine, kada su postupno prestale. Dogovoreno je primirje između suprotstavljenih strana, a sljedeće godine (4. kolovoza) sklopljen je i Svištovski mir. Turci se ipak nisu pomirili s gubitkom Cetingrada i nisu odustajali od pokušaja da ga ponovno osvoje, pa su sljedećih nekoliko desetljeća poduzeli nekoliko (mahom neuspješnih) pohoda na tu utvrdu i okolno područje. Ona je međutim definitivno ostala u hrvatskom posjedu, za razliku od nekih drugih (Bihać, Tržac, Ostrožac, Bužim i dr.), koje nikad nisu vraćene u sastav Hrvatske.

## Vanjske poveznice
- Iz povijesti Cetingrada
- Cetingrad je 1790. zauzeo general Wallisch
- Opis operacije Hrvatskog armijskog korpusa kojom je zauzet Cetingrad u austrijskom vojnom časopisu iz 1827. g. (njem.)
- U knjizi o turskim ratovima navodi se da je cetingradsku utvrdu opsjedalo 4000 ljudi, a branilo 1000 (njem.)
- Cetinska utvrda oslobođena je nakon iznenadnog napada kroz otvor u zidinama (njem.)
- Opsada cetinske utvrde započela je 22. lipnja, a oslobođenje je uslijedilo 20. srpnja 1790. (njem.)
- Popis habsburških časnika, među kojima i onih koji su sudjelovali u oslobođenju Cetingrada (njem.)
- Bošnjački pogled na oslobođenje Cetingrada i pokušaji ponovnog osvajanja s vojskom bosanskog vilajeta (boš.)
- Nakon oslobođenja Cetingrad je bio krajiška vojarna